# Put Your Hearts Up
«Put Your Hearts Up» (en español: «Pon tu corazón en alto») es el sencillo debut de la cantante estadounidense Ariana Grande. Fue lanzado a través de Republic Records (en aquel momento, Universal Republic Records) el 12 de diciembre de 2011. El tema contiene un sample de la canción «What's Up?» del grupo 4 Non Blondes.
Tres años después del lanzamiento, Grande expresó su descontento con «Put Your Hearts Up», afirmando que en realidad odiaba la canción y el video musical que la acompañaba. Más tarde la llamó «el peor momento de su vida» y «salida del infierno» en una entrevista con Rolling Stone en 2014.

## Antecedentes y composición
Grande comenzó a trabajar en su álbum de estudio debut mientras filmaba Victorious y formalmente empezó a trabajar en un sello discográfico luego de que firmara con Universal Republic Records el 10 de agosto de 2011. Para el 10 de septiembre de ese año, Grande ya tenía veinte canciones preparadas y estaba pasando por el proceso de reducirlas a trece. «Put Your Hearts Up» fue escrita por Matt Squire, Linda Perry y Martin Johnson. Fue lanzada como primer sencillo el 12 de diciembre de 2011. Es una canción bubblegum pop inspirada en el doo-wop de los años 50 y 60, que habla de hacer del mundo un lugar mejor.

## Lanzamiento y portada
Grande decidió dejar que sus fanáticos participaran en la elección de la portada del sencillo al mostrar cuatro posibles portadas para el sencillo a través de su cuenta en Twitter. Después de que los fanáticos votaron, se eligió la portada y la fecha de lanzamiento de la canción que se anunció a través de la cuenta de Twitter de Grande el 29 de noviembre de 2011. Originalmente, «Put Your Hearts Up» se lanzaría un 20 de diciembre de 2011, pero se decidió más tarde que sería lanzado antes. «Put Your Hearts Up» se estrenó en el programa de radio On Air with Ryan Seacrest el 9 de diciembre de 2011 y estuvo disponible para descarga digital a través de iTunes tres días después.

## Después del lanzamiento
En una entrevista de 2012, Grande dijo: «[Esta canción] es el primer sencillo porque tiene un gran mensaje y, en opinión de algunas personas, es la mejor opción para un recién llegado, el más comercial, sí. Ya sabes, grita 'Newie llega a la ciudad'. Es algo así como, no como "Genie In A Bottle", pero es mi primer sencillo que es algo diferente y que va al corriente por ahora».
En una entrevista con Kidd Kraddick in the Morning, dijo: «Fue una experiencia de aprendizaje con toda seguridad. Sónicamente, no es mi vibra. Creo que hubiera sido un gran éxito para otra persona, tal vez, pero no es lo que a mi me gusta cantar. Es una pista bubblegum pop segura, y me gusta cantar cosas que son un poco más conmovedoras. Me encanta la música pop, soy un gran fan de la música pop, pero no pensé que esa canción fuera la correcta para mi». En una entrevista publicada en el número de agosto de 2013 de Seventeen, Grande dijo: «Era bubblegum pop, lo que yo no soy, pero era algo que mis fanáticos querían».[cita requerida]
En una entrevista con Rolling Stone en 2014, Grande dijo: «Está orientada hacia los niños y me sentí tan inauténtica y falsa. Ese fue el peor momento de mi vida. Para el video, me dieron un mal bronceado y me pusieron un vestido de princesa y me hicieron divertirme por la calle. Todo salió del infierno. Todavía tengo pesadillas al respecto, e hice que lo escondieran en mi página de Vevo».

## Video musical
El video musical de «Put Your Hearts Up» se grabó el 23 de noviembre de 2011. Fue dirigido por Meiert Avis y Jeremy Alter. Fue lanzado el 14 de febrero de 2012, en el canal de Grande en Vevo y YouTube con una duración de 3 minutos y 49 segundos. El video logró obtener más de 40 millones de visitas hasta mayo de 2014. Antes de esto, el video también había sido subido por otros canales de YouTube.
Más tarde, en marzo de 2013, cuando se lanzó el video musical para la canción «The Way», el video musical de «Put Your Hearts Up» se hizo privado en la cuenta Vevo de Grande a pedido de la misma. El video se hizo público nuevamente en abril de 2014 y se eliminó poco después.

## Desempeño comercial
«Put Your Hearts Up» no logró entrar en las listas de éxitos de ningún país y había vendido ya 120 000 descargas hasta marzo de 2013. El 20 de julio de 2014, recibió certificado oro por la Recording Industry Association of America (RIAA), por ventas combinadas con stream de 500 000 unidades en Estados Unidos.

## Certificaciones
| Región         | Organismo certificador | Certificación | Ventas certificadas | Ref.   |
| -------------- | ---------------------- | ------------- | ------------------- | ------ |
| Estados Unidos | RIAA                   | Oro           | 500 000             | [ 16 ] |